# ジブラルタルの交通

ジブラルタルの地図

イギリスの海外領土であるジブラルタルの交通について説明する。

## 道路交通

### 自動車
ジブラルタルには総延長49.9キロメートル（31.0マイル）の道路があり、全区間が舗装されている。人口約3万人のジブラルタルにおいて、1人あたり自動車保有台数はほぼ1台であり、これは世界最高レベルである。ジブラルタルは右側通行だが、これは国境を接するスペインと同じであり、イギリス本土（左側通行）とは異なる。かつては左側通行だったが、1929年6月16日午前5時に右側通行に切り替えられた。
市内中心部を走る古い道路の大部分はかなり道幅が狭く、時速50キロメートル制限が一般的である。ジブラルタルには10か所のガソリンスタンドがあり、ガソリン価格は隣接するスペインより安価であることから、ガソリンタンクを満たすためだけにジブラルタルに入国するスペイン住民もいる。
ジブラルタルの国際識別記号は「GBZ」である。ナンバープレートにははじめに「G」の文字が刻まれ、最大5桁の数字（1-99999）または4桁の数字（1000-9999）が続き、最後に1桁の文字が続く。このようにイギリス的なナンバープレートが標準的だが、標準的でないナンバープレートも許可されている。首相の公用車は「G1」で登録されており、政府の公用車には番号の代わりに王冠が刻まれている。

### バス

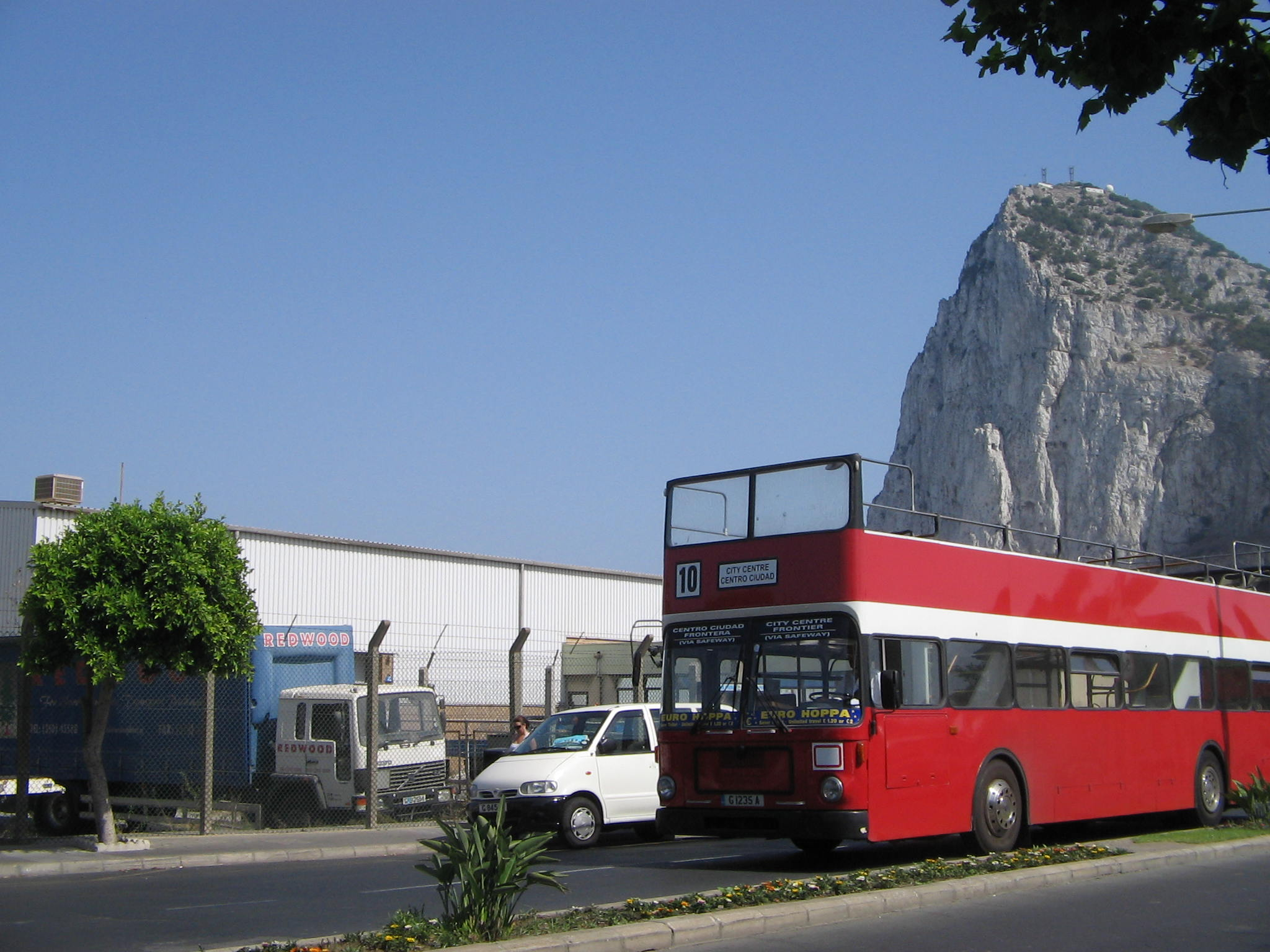
オープントップのダブルデッカーバス

ジブラルタルには10本の公共バス路線が存在し、ジブラルタル・バスとカリプソ交通の2社がバスを運行している。ジブラルタル・バスは完全にジブラルタル自治政府によって所有されており、8路線を運行している。カリプソ交通のバスにはシティバス（Citibus）というブランドが与えられており、ジブラルタル国際空港およびスペインとの国境地帯へ直通する2路線を運行している。
ジブラルタル・バスは1番系統から4番系統、6番系統から9番系統を運行している。車両はカエターノ・ニンバスの車体を持ち28座席を備えるデニス・ダンド（中型低床バス）と、Unviの車体を持ち15座席を備えるメルセデス・ベンツ・スプリンター（ミニバス）である。2004年4月10日、車両への投資に消極的だった民間のロック・シティ・サービスを引き継いで公営のジブラルタル・バスが設立され、その日からデニス・ダンドが運用されている。メルセデス・ベンツ・スプリンターの3台は2010年11月に運用が開始され、アッパー・タウンにあるムーア城に向かう1番系統に導入されている。1番系統は狭くてうねった道路を通行している。運賃は片道大人1.80ポンドまたは2.40ユーロ、子ども1.50ポンドまたは2.00ユーロ。
カリプソ交通が運行するシティバスには5番系統と10番系統の2路線がある。5番系統はフロンティア・ターミナル（スペインとの国境地帯に設置されたバスターミナルで、ジブラルタル国際空港とのアクセスも担う）と市内中心部を結ぶ路線、10番系統はフロンティア・ターミナルと市内中心部の南側を結びジブラルタル・ケーブルカー（後述）の麓駅と接続する路線である。シティバスの5番、10番系統のみが空港滑走路を越えて運行されるバス路線であり、この2路線はスペインから陸路で入国、または空港から空路で入国する観光客にとって利便性が高い路線となっている。運賃は片道で大人1.40ポンドまたは2.10ユーロ、子ども1.20ポンドまたは1.80ユーロ。往復利用の場合は割引が適用され、大人2.20ポンドまたは3.30ユーロ、子ども1.80ポンドまたは2.70ユーロである。
ジブラルタル・バスとシティバスの乗車券の相互利用はできないが、2社の全バス路線を自由に利用できる1日乗車券が発売されており、料金は大人6ポンドまたは9ユーロ、子ども4ポンドまたは6ユーロである。また、2012年5月まで、ジブラルタル・バスは1年間にわたってこの区間で無料での試験運行を実施していた。現在も無料で移動できるのは、ジブラルタル住民、ジブラルタルへの通勤者、軍人のみである。

### タクシー
ザ・ロックの周辺ではタクシーを利用でき、その多くはアッパー・ロック自然保護区へのツアーに利用される。タクシー台数の多い国境地帯や市内中心部などでタクシーを拾うことができるが、運転手はツアー料金はもちろん通常料金を取ることも義務付けられている。

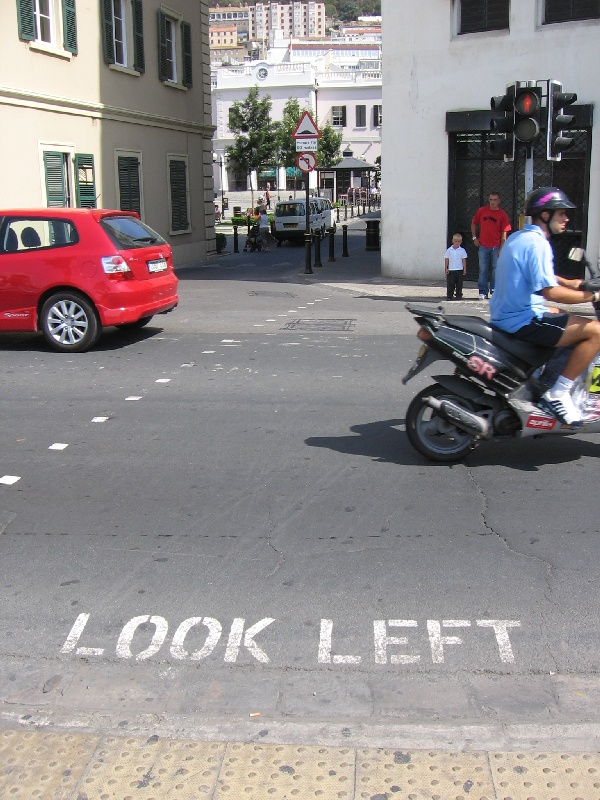
右側通行の道路
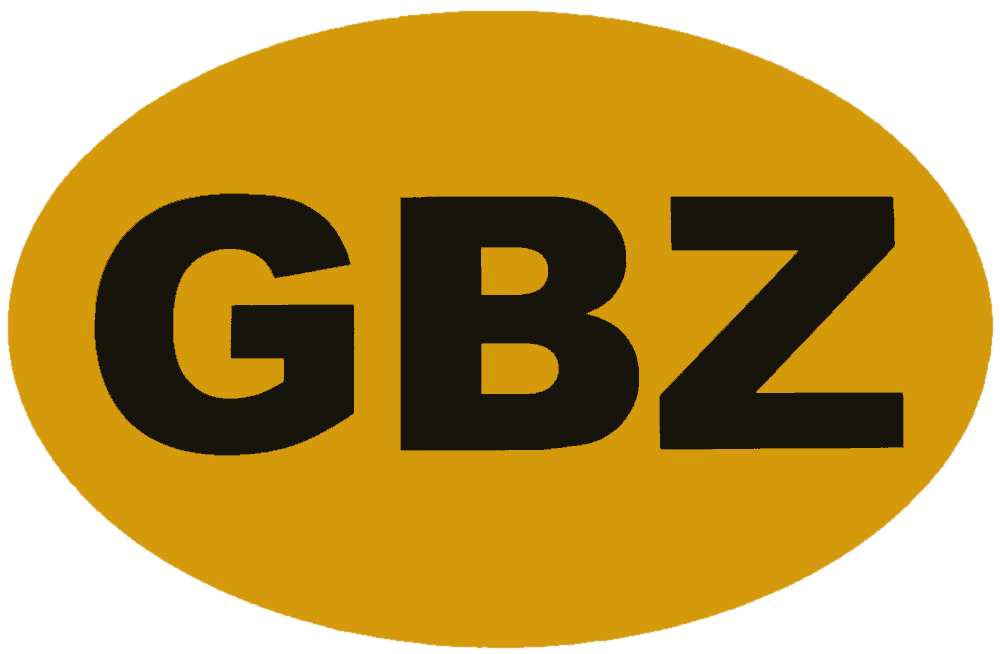
ジブラルタルの国際識別記号「GBZ」
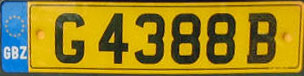
欧州旗が添えられた現行のナンバープレート
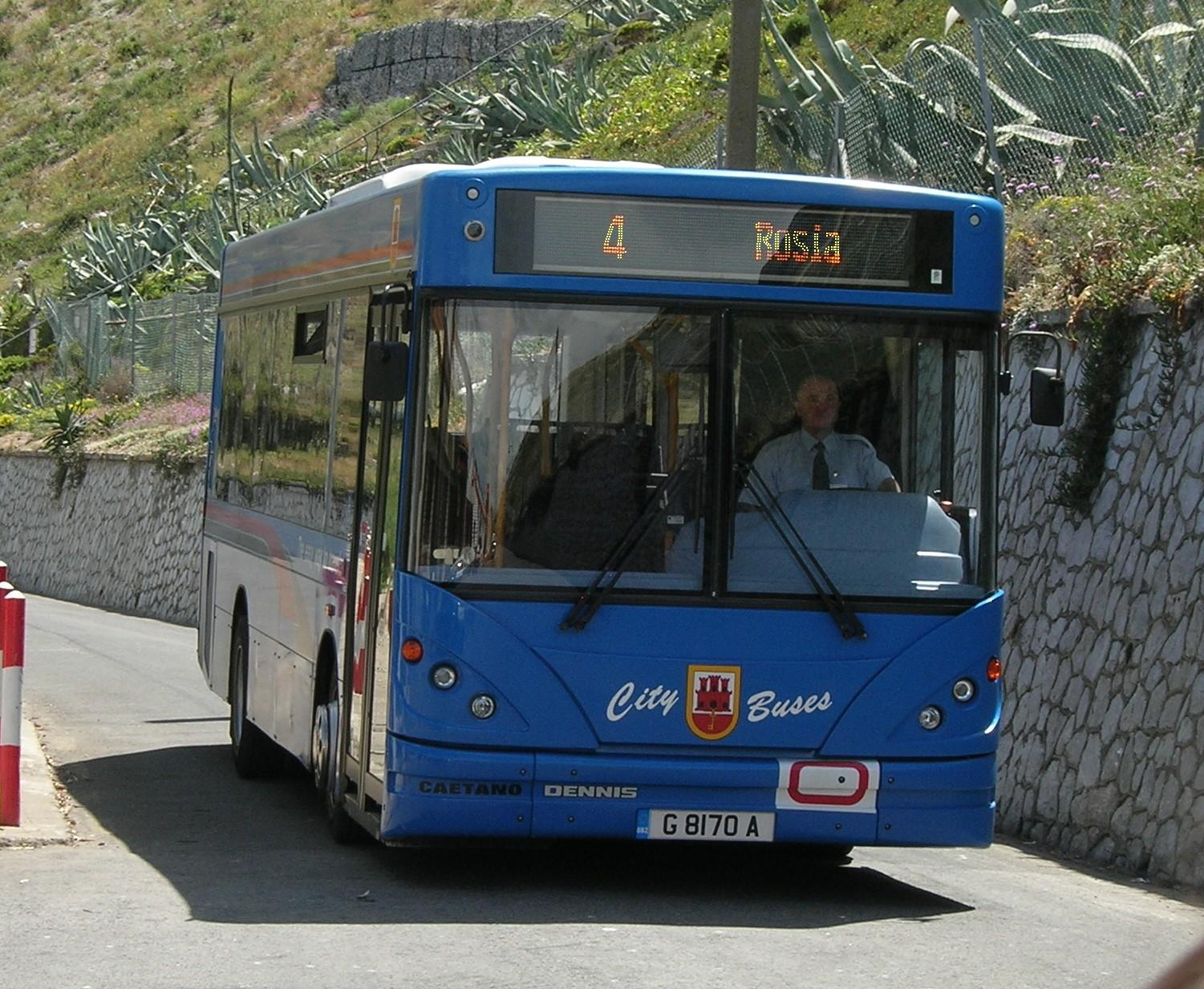
サンデイ湾付近の4号線を走るバス

## ロープウェイ

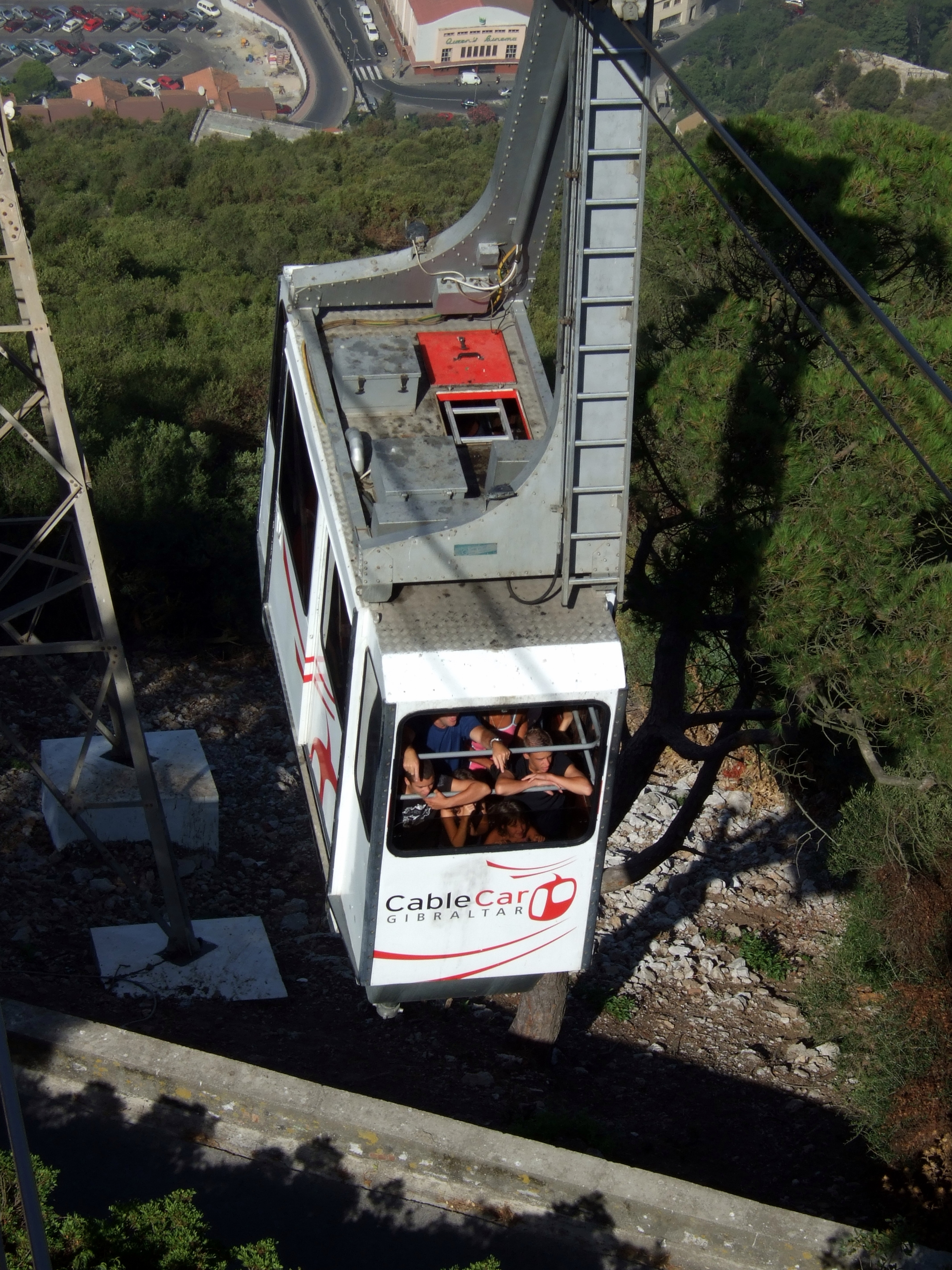
ジブラルタル・ケーブルカー

メイン・ストリートの南端付近、アラメダ庭園近くにある麓駅から猿園(Ape's Den)を通ってザ・ロックの北側頂点（トップ・オブ・ザ・ロック）まで、ジブラルタル・ケーブルカーが運行されている。ジブラルタル・ケーブルカーは1966年に建設され、1986年に改修された。ジブラルタル・ケーブルカーは「ケーブルカー」という名が付いているものの、実際の形態はケーブルカーではなく、ロープウェイである。

## 鉄道

### 鉄道の歴史
現在のジブラルタルでは鉄道は運行されていない。以前にはイギリス海軍基地内、労働者地区、貯蔵施設付近を走る無数の鉄道が存在した。トンネルを走る鉄道もあり、そのうちの一本はザ・ロックを貫通していた。この鉄道跡は、今日では道路トンネルとして利用されている。19世紀と20世紀の変わり目には仮設の工業用鉄道も存在し、この時代には鉄道でジブラルタルの全海岸線をめぐることが可能だった。イギリス海軍基地内の鉄道は17台の機関車を持ち、そのうちの多くは数字で区別されていたが、4台だけは「ジブラルタル」、「カタラン」（カタラン湾）、「ロシア」、「カルペ」（ザ・ロックの旧名）と呼ばれていた。

### 近隣の鉄道
スペインの鉄道線はラ・リネア郊外まで広がっており、ジブラルタルにもっとも近い鉄道駅は、アルヘシラスからロンダを経由してアンテケラまで運行されるスペイン国鉄のサン・ロケ＝ラ・リネア駅である。1969年までは、アルヘシラス駅へのアクセスに便利なフェリーがジブラルタルから運航されていた。

## 海上交通
半島のジブラルタルは国土が細長いため、海は重要な交通結節点である。かつてイギリス海軍基地はジブラルタル住民の重要な雇用者であり、基地は依然としてジブラルタル西岸のジブラルタル港に存在する。ジブラルタルに登録された1000トン以上の商業船は26隻にもなる。
年間を通して、様々なクルーズ客船がジブラルタル港を訪れ、ノース・モールの西埠頭にあるジブラルタル・クルーズ・ターミナルに接岸する。ジブラルタルを訪れる日帰り観光客のかなりの割合はクルーズ客船によるものである。

### モロッコ行きのフェリー
ジブラルタルからはFRSによるフェリーが週2回、ジブラルタルとタンジェ新港（モロッコの鉄道網に結節）を結んでいるが、スペインのアルヘシラスかタリファ起点の方が便数が多いため、今日では多くの乗客がジブラルタル港ではなくアルヘシラス港かタリファ港を使用する。

### スペイン行きのフェリー
かつてはジブラルタル湾を挟んで対岸にあるアルヘシラス行きのフェリーが存在したが、1969年にフランシスコ・フランコ独裁政権によって便が断たれていた。しかし、2009年12月16日にスペインの企業トランスコマによって運航が再開され、1960年代に両港を行き来していたフェリーを思わせる双胴船のプンタ・エウローパ・セグンドが就航した。2010年11月10日、トランスコマによる運航はグルポ・メデックスによって引き継がれ、2011年には定員を拡大した新造船の就航が発表された。

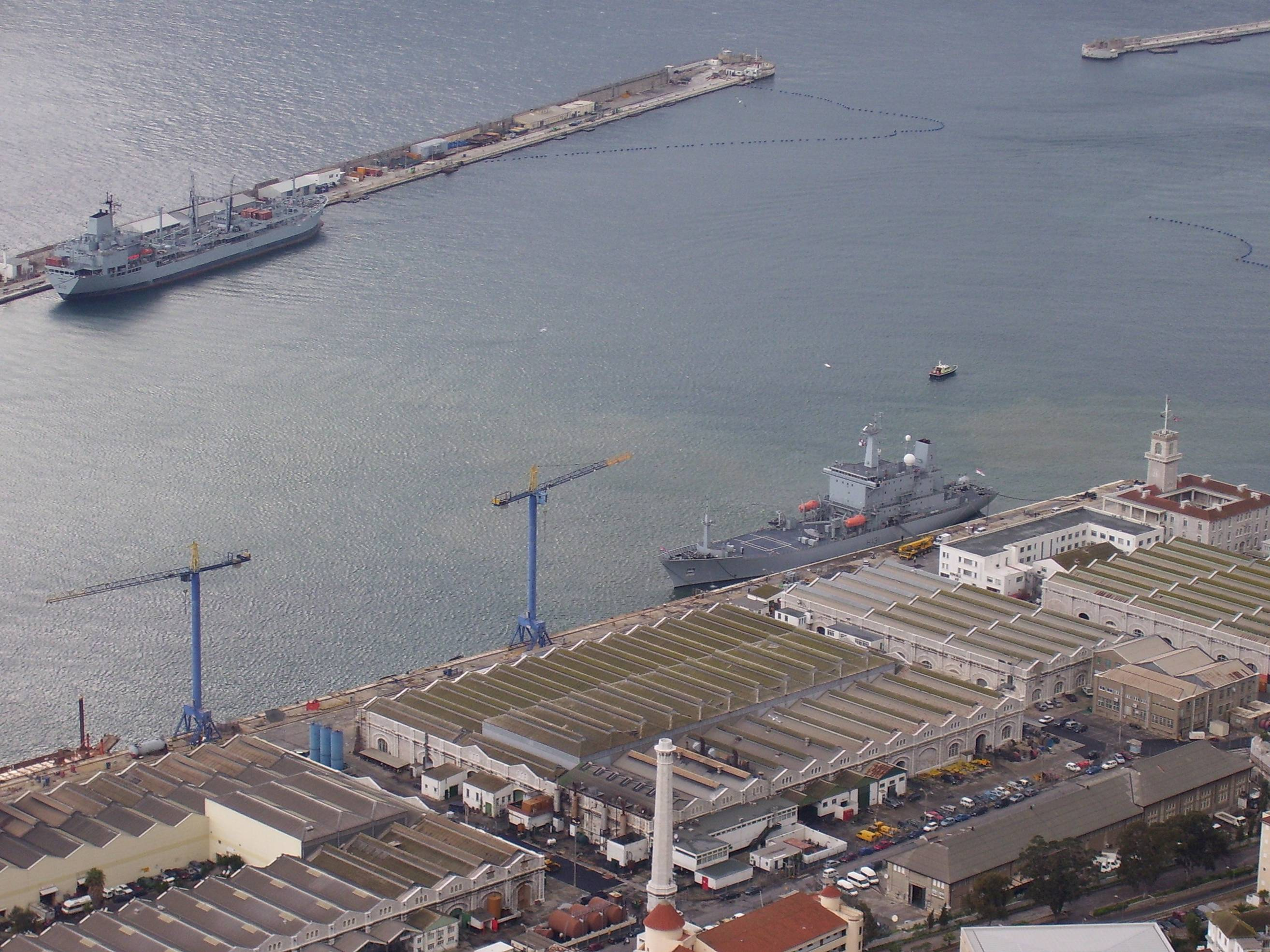
ジブラルタルにあるイギリス海軍基地
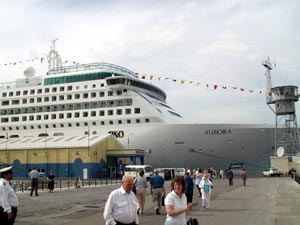
ジブラルタル・クルーズ・ターミナルに停泊中のオーロラ

## 航空

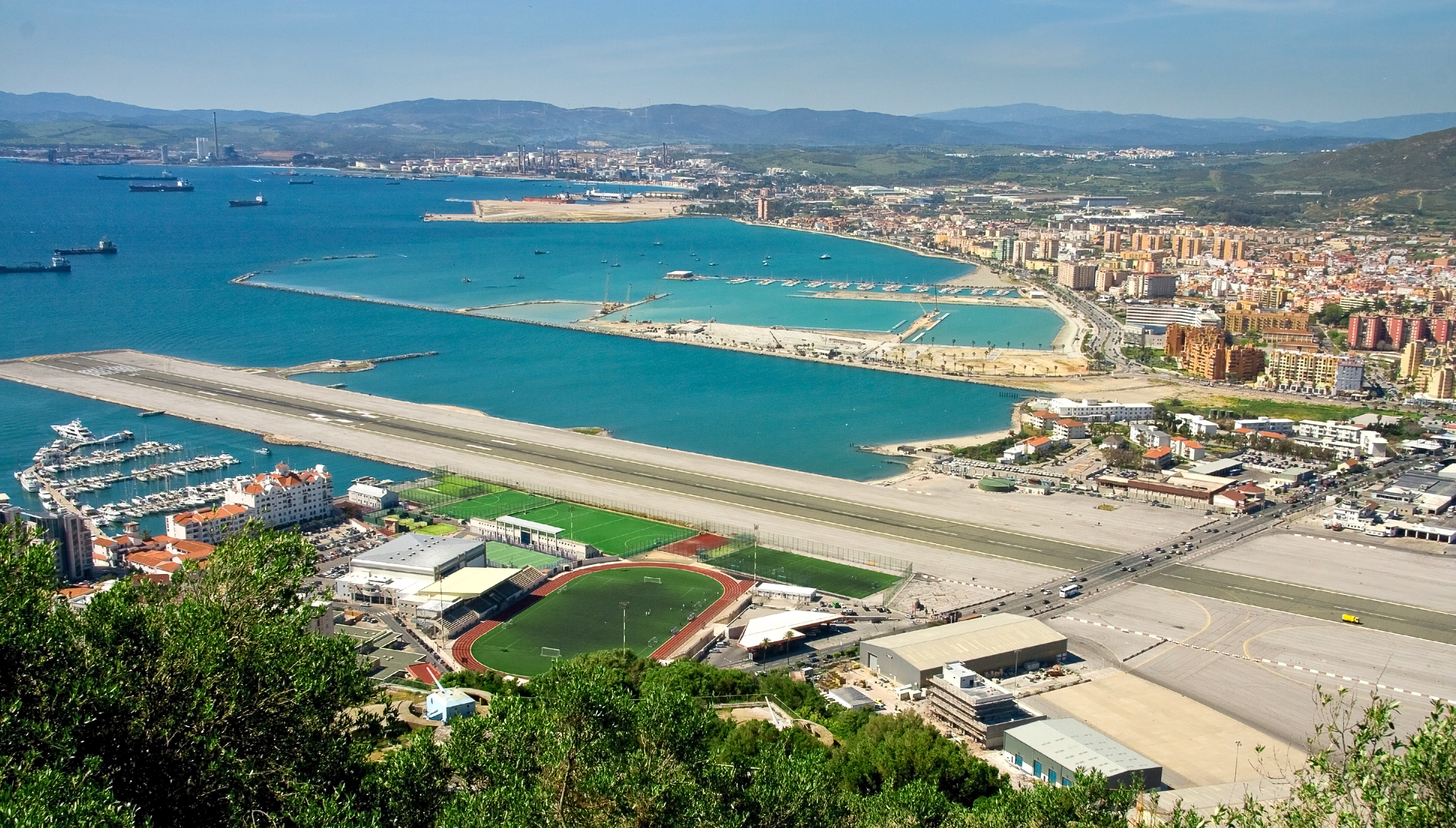
ジブラルタル国際空港と国境地帯（奥がスペイン）

ジブラルタル国際空港はジブラルタルにある唯一の空港である。空港はスペインとの国境のすぐそばにある。土地の狭さから滑走路は半島の付け根を東西に横断する形で設けられ、南北の土地は滑走路によって完全に分断されている。このため、ジブラルタルからスペインに向かう唯一の道路が平面交差の形で滑走路を横切っており、旅客機が着陸もしくは離陸するたびに道路側に設置された遮断機が降りて通行が一時停止される。イージージェットとブリティッシュ・エアウェイズがイギリス本土に向けて、ロイヤル・エア・モロッコがモロッコに向けて民間定期便を運航しているが、現在はスペインへの定期直行便は運航されていない。

### スペイン便
スペインのコルドバにおいて2006年9月、イギリス、スペイン、ジブラルタルの3政府はジブラルタル国際空港がジブラルタル人とスペイン人双方にサービスを提供することで合意に達した。ジブラルタル国際空港はスイスのバーゼル空港やジュネーヴ空港（いずれも国境に隣接している）などと同様に、スペイン側にも入口を有するように改修される。
2006年12月16日、イベリア航空はスペインの首都マドリードとの間に直行便の運航を開始し、2007年5月1日にはGBエアウェイズとの共同運航となった。しかし2007年9月30日、GBエアウェイズはマドリード便の運航から撤退し、イベリア航空は小型機の使用も検討したが、結局イベリア航空は2008年9月にマドリード便の運航から撤退した。2009年にはアンダルス航空がマドリード便の運航を開始したが、スペインの航空当局が同社の運航ライセンスを取り消したため、アンダルス航空は2010年8月13日にマドリード便から撤退した。

### イギリス便
路線の人気が残っているのは明らかだったが、GBエアウェイズは2006年10月28日にロンドン・ヒースロー空港便の運航から撤退した。GBエアウェイズは撤退の理由について、「ロンドンでのサービスを準ハブ空港であるロンドン・ガトウィック空港に集中させるため」だとした。その後、GBエアウェイズのヒースロー空港の発着スロットは8000万ポンドにまで上昇していると信じられている。2007年10月、GBエアウェイズはイージージェットによって買収され、ブリティッシュ・エアウェイズのフランチャイズ・パートナーではなくなった。2008年3月には全便がイージージェットによる運航にリブランドされた。
ジブラルタル国際空港からイギリス本土には、イージージェットとブリティッシュ・エアウェイズの2社によってヒースロー空港、ガトウィック空港、ロンドン・ルートン空港、マンチェスター空港、ブリストル空港、エディンバラ空港に定期直行便が飛んでいる。ヒースロー空港便のみがブリティッシュ・エアウェイズによる運航で、残り5空港との直行便はイージージェットによる運航である。2012年中には格安航空会社(LCC)のBmibabyがイースト・ミッドランド空港との間に就航したが、Bmibabyは同年9月に全便の運航を終了し、ジブラルタル便からも撤退した。

### モロッコ便
週に2往復、タンジェのイブン・バットゥータ国際空港経由でカサブランカのムハンマド5世国際空港に至る定期便が設定されている。運航会社はロイヤル・エア・モロッコ。